# Maurice Solovine

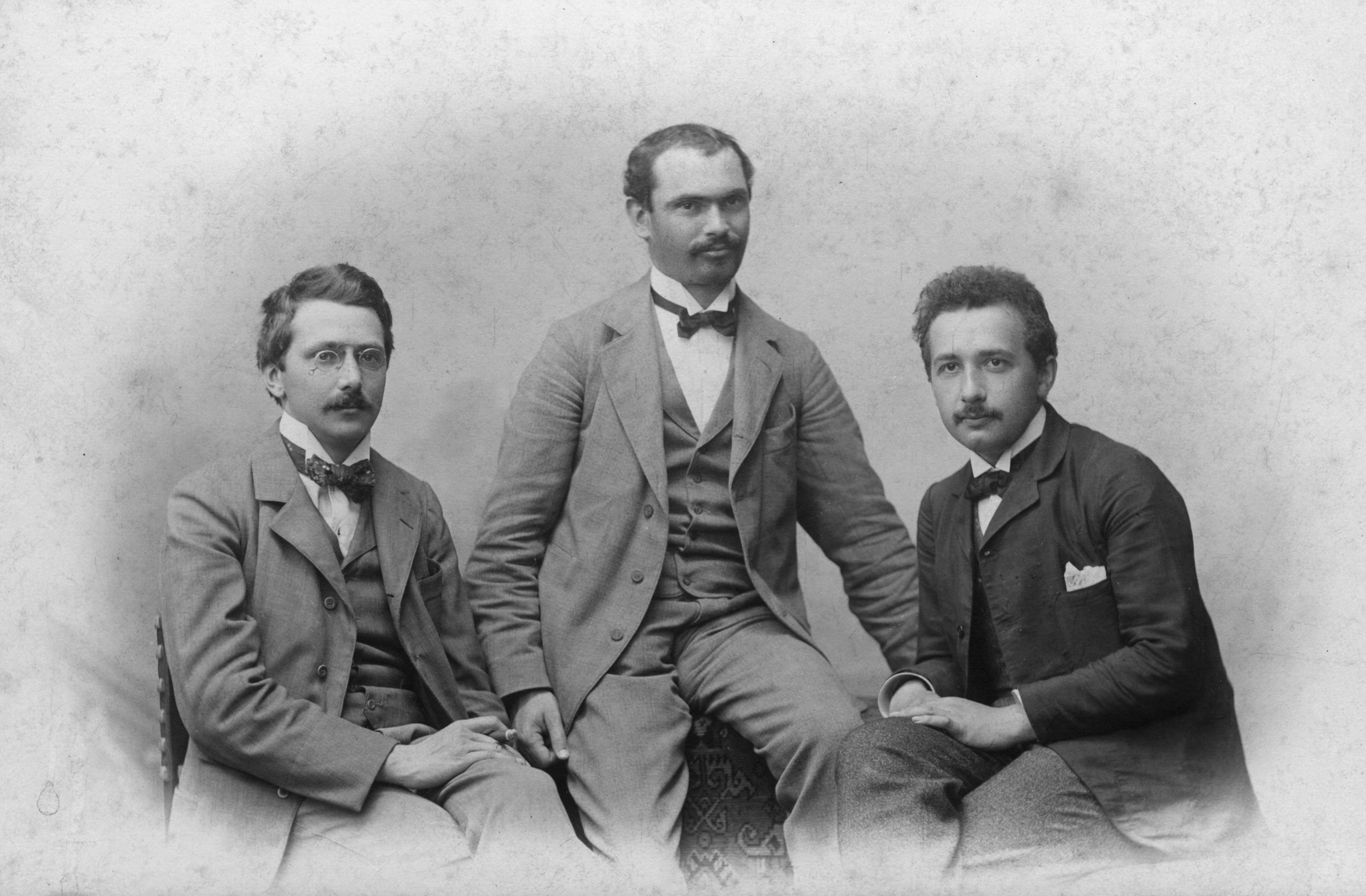
Habicht, Solovine, Einstein (1903, von links)

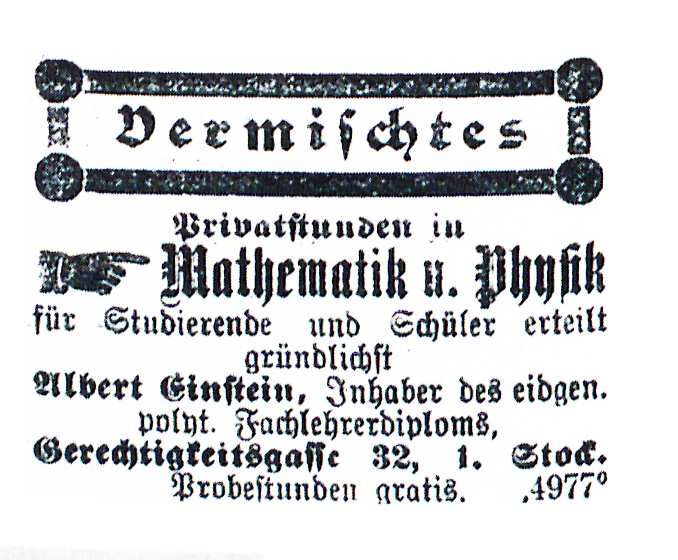
Anzeige Einsteins als Nachhilfelehrer (1902)

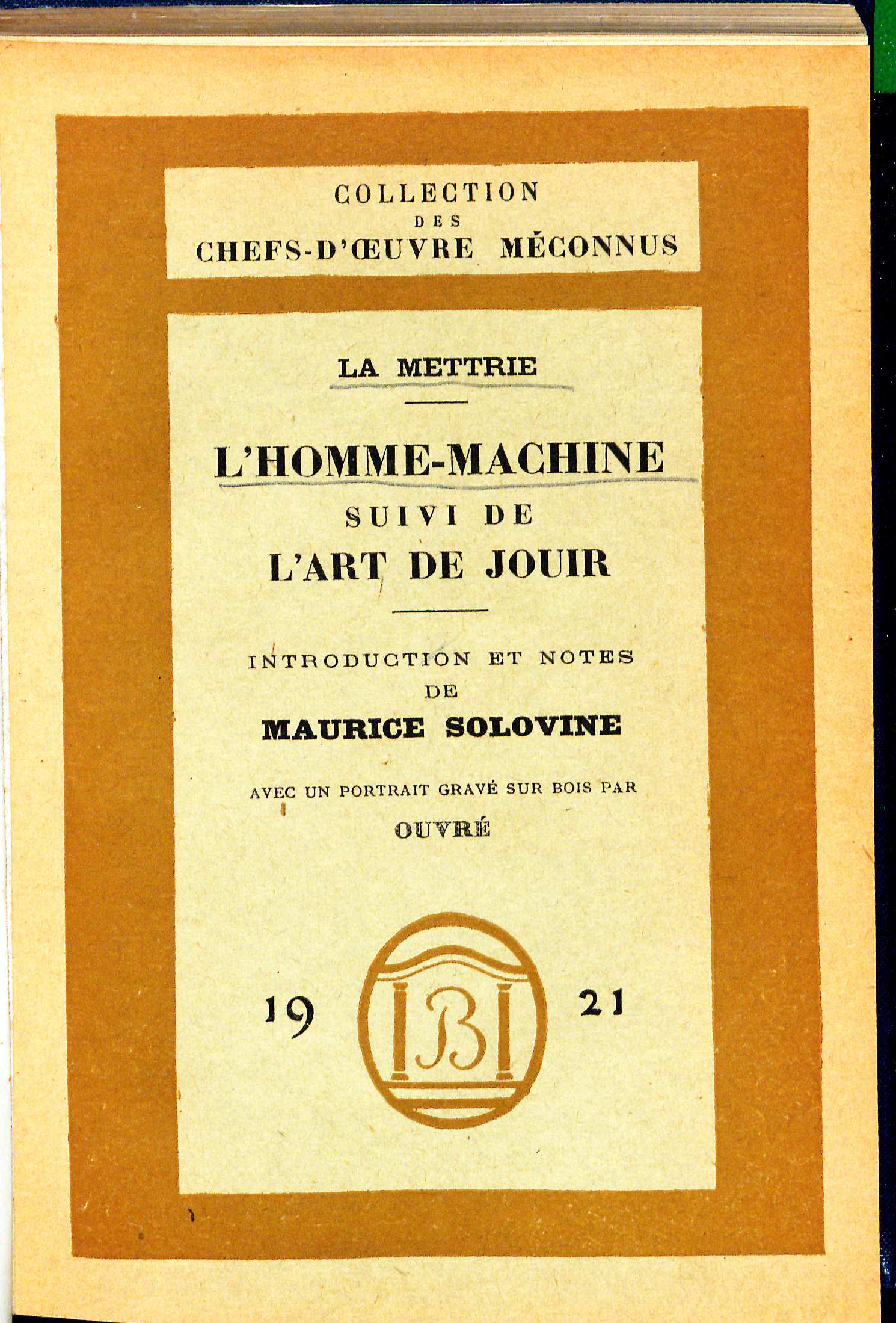
La Mettrie: L’homme machine, von Solovine besorgte Ausgabe (1921)

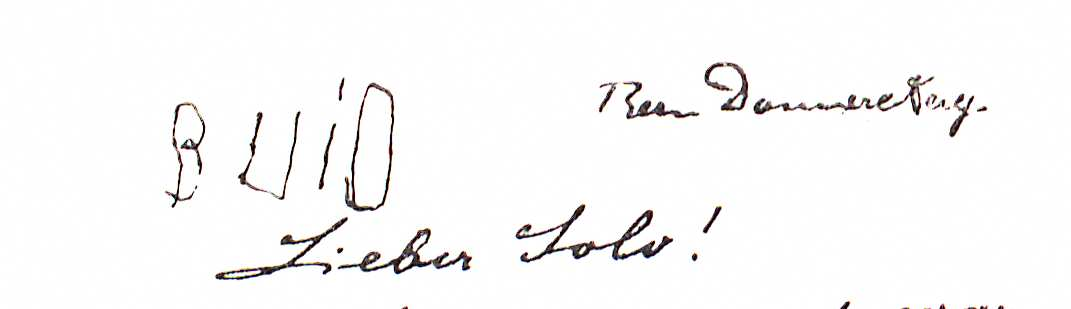
Lieber Solo!, Brief Einsteins mit „Unterschrift“ des vierjährigen Hans Albert Einstein (1908)

Maurice Solovine (geboren 21. Mai 1875 in Botoșani, Rumänien; gestorben 13. Februar 1958 in Paris) war ein rumänisch-französischer Philosoph und Übersetzer.

## Leben
Maurice Solovine stammte aus Rumänien, von seinen Lebensdaten für diese Zeit ist nur wenig bekannt. Er kam 1900 zum Studium der Philosophie nach Bern. Albert Einstein, der dort 1902 seine erste Stelle beim Schweizer Patentamt antrat, suchte in einer Kleinanzeige Nachhilfeschüler, auf die sich Solovine meldete. Statt des Unterrichts wurde es das erste von vielen philosophischen Gesprächen, und daraus erwuchs eine Freundschaft, Einstein nannte ihn Solo. Die beiden luden zu ihren regelmäßigen Treffen auch den Mathematikstudenten Conrad Habicht ein. Solovine und Habicht wurden 1903 Trauzeugen bei Einsteins Heirat. Ihre allabendlichen Zusammenkünfte nannten sie scherzweise unsere Akademie, sie ging als Akademie Olympia in die Geschichte ein. Zeitweise stieß noch Einsteins Kollege Michele Besso hinzu, als korrespondierendes Mitglied gehörte auch Einsteins Studienkollege Marcel Grossmann in Zürich zum Kreis. Sie lasen Werke von Pearson, Mach, Poincaré, Mill, Hume, aber auch Belletristik wie den Don Quijote. Habicht erhielt nach seiner Promotion 1904 eine Stelle als Lehrer in Schiers und wurde im Berner Kreis von seinem Bruder Paul Habicht abgelöst. Von November 1905 an setzte Solovine sein Studium in Lyon fort. Er zog dann nach Paris, wo er zwischen 1908 und 1919 bei der Herausgabe der Revue philosophique mitwirkte. Einstein traf ihn im März 1913 in Paris, als er zur Jahrestagung der Société française de physique nach Paris eingeladen wurde. Nach dem Ersten Weltkrieg kamen sie erstmals 1922 zusammen. Solovine hatte zwar Einsteins Princeton-Vorlesungen aus dem Jahr 1921 bereits ins Französische übersetzt, sie waren aber noch nicht im Druck erschienen. Einstein hielt seine Vorlesungen im Collège de France auf Französisch, was ihm nicht ganz leicht fiel. Auf Einsteins Wunsch machten sie mit Paul Langevin und Charles Nordmann in diesen Tagen auch eine private Autofahrt zu den Kriegsgräbern des Weltkriegs.
In Paris arbeitete Solovine als freier Übersetzer und Herausgeber von klassischen Texten der europäischen Philosophiegeschichte und von Mathematikern der Gegenwart. Er stand mit Einstein in einem lebenslangen Briefwechsel und übersetzte nach und nach dessen Schriften ins Französische. Als sich Habicht und Solovine 1953 in Paris trafen und Einstein einen Postkartengruß nach Princeton schickten, antwortete Einstein mit einer launigen Eloge auf die Akademie Olympia. Die an ihn gerichteten Briefe Einsteins gab er nach dessen Tod 1956 heraus. Er übersetzte auch Beiträge zur Relativitätstheorie von Hans Thirring und Moritz Schlick.

## Schriften (Auswahl)
Einsteins Briefe an Solovine
- Freundschaft mit Albert Einstein. In: Physikalische Blätter. 15 (1959),3, S. 97–103
- Albert Einstein. Briefe an Maurice Solovine : Faksimile-Wiedergabe von Briefen aus den Jahren 1906 bis 1955, mit französischer Übersetzung und drei Photographien (= Lettres à Maurice Solovine : reproduites en facsimilé et traduites en français avec une introduction et trois photographies. Einführung Maurice Solovine.) Gauthier-Villars, Paris 1956.
  - dasselbe, ergänzt durch eine deutsche Übersetzung der Einführung. Deutscher Verlag der Wissenschaften, (Ost-)Berlin 1960.

Übersetzungen von Einsteins Schriften
- Albert Einstein: L'éther et la théorie de la relativité. Übersetzung Maurice Solovine. Gauthier-Villars, Paris 1921 (Neuausgabe 1953)
- Albert Einstein: La géométrie et l’expérience. Übersetzung Maurice Solovine. Gauthier-Villars, Paris 1921
- Albert Einstein: La Théorie de la relativité restreinte et généralisée, exposé élémentaire. La relativité et le problème de l’espace. Übersetzung Maurice Solovine. Gauthier-Villars, Paris 1923 (Neuausgabe 1954)
- Albert Einstein: Sur l'électrodynamique des corps en mouvement. Übersetzung Maurice Solovine. Gauthier-Villars, Paris 1925 (Neuausgabe 1955)
- Albert Einstein: Les fondements de la théorie de la relativité générale (1916). Albert Einstein mit Walther Mayer: Théorie unitaire de la gravitation et de l'électricité (1931). Albert Einstein Sur la structure cosmologique de l’espace. Übersetzungen Maurice Solovine. Hermann, Paris 1933
- Albert Einstein: Sur le problème cosmologique. Théorie de la gravitation généralisée. Übersetzung aus dem Englischen Maurice Solovine. Gauthier-Villars, Paris 1951
- Albert Einstein: Quatre conférences sur la theorie de la relativité faites à l’université de Princeton. Übersetzung Maurice Solovine. Gauthier-Villars, Paris 1955
- Albert Einstein: Comment je vois le monde. Übersetzung Maurice Solovine. Flammarion, Paris 1958

Herausgaben und Übersetzungen
- Peter Chalmers Mitchell: Übersetzung Maurice Solovine. Vorwort Émile Boutroux. F. Alcan, Paris 1916
- Pensées philosophiques. Auswahl und Übersetzung Maurice Solovine, Vorwort Anatole France. 1918
- Les Maîtres de la pensée scientifique. Collection de mémoires publiées par les soins de M. Solovine. Paris, 1920
- Julien Offray de La Mettrie: L’homme machine suivi de L’art de jouir. Introduction et notes de Maurice Solovine. Bossard, Paris 1921
  - Claudia Beckern (Hrsg.): Julien Offray de La Mettrie : L’homme machine : französisch-deutsch = Die Maschine Mensch. Philosophische Bibliothek, 1990
- J. J. Thomson: Électricité et matière. Vorwort Paul Langevin, Übersetzung Maurice Solovine. Gauthier-Villars, Paris 1922
- Hans Thirring: L’idée de la théorie de la relativité. Übersetzung Maurice Solovine. Paris, Gauthier-Villars, 1923
- Epikur: Doctrines et maximes. Übersetzung Maurice Solovine. Alcan, Paris 1925
  - Épicure et les épicuriens. Übersetzung Maurice Solovine. Textauswahl Jean Brun. Presses Universitaires de France, 2004
- Federigo Enriques: Questions relatives aux mathématiques élémentaires / point. ligne, surface. Übersetzung Maurice Solovine. Gauthier-Villars, Paris 1927
- Demokrit: Doctrines philosophiques et réflexions morales. Übersetzung und Einführung Maurice Solovine. Alcan, Paris 1928
- Moritz Schlick: Espace et temps dans la physique contemporaine : introduction à la théorie de la relativité et de la gravitation. Übersetzung Maurice Solovine. Gauthier-Villars, Paris 1929.
- Héraclite d’Ephèse : doctrines philosophiques traduites intégralement et précédées d’une introduction, par Maurice Solovine. F. Alcan, Paris 1931